# Joseph Schmid (Politiker)
Joseph Schmid (* 21. Mai 1862 in Wolpertsheim; † 21. Februar 1937 in Adelshofen (Bad Wurzach)) war ein deutscher Politiker (Zentrum).

## Leben
Schmid war Landwirt und Schultheiß von Adelshofen. Er war katholischer Konfession.
Er gehörte als Abgeordneter der Verfassungsgebenden Landesversammlung des freien Volksstaates Württemberg von 1919 bis 1920 an.  